# Xã Cruger, Quận Woodford, Illinois
Xã Cruger (tiếng Anh: Cruger Township) là một xã thuộc quận Woodford, tiểu bang Illinois, Hoa Kỳ. Năm 2010, dân số của xã này là 1.687 người.